# 大鳞鳞孔鲷
大鳞鳞孔鲷（学名：Scopelogadus mizolepis）为輻鰭魚綱奇鯛目大鱗鲷科鳞孔鲷属的鱼类。

## 分布
本魚分布于环热带三大洋深海以及西沙群岛南侧及南沙群岛东部北侧深海等，属于深底层海鱼。该物种的模式产地在新几内亚南方。

## 深度
水深300至3385公尺。

## 特徵
本魚頭大，且頭部具有稜角、硬棘，眼大，魚體呈黑色，被大鱗片，各魚鰭透明，具發光器官。背鰭硬棘2枚；背鰭軟條11枚；臀鰭硬棘1枚；臀鰭軟條8枚，體長可達9.4公分。

## 經濟利用
無任何經濟價值。

## 扩展阅读
維基物種上的相關：大鳞鳞孔鲷